# 辻空
辻 空（つじ そら、1994年4月24日 - ）は、岐阜県岐阜市出身の元プロ野球選手（投手）、野球指導者。右投右打。

## 経歴

### プロ入り前
野球好きの家庭に生まれ、テレビや球場観戦など、常に周りに野球がある環境で育った。
岐阜市立梅林小学校の2年時に、スポーツ少年団で野球を始めた時から投手一筋で、岐阜市立梅林中学校時代は、軟式野球部に所属。
岐阜城北高等学校では、2年時の秋から主戦投手となる。3年時春は県ベスト4。3年時の夏は最速143km/h右腕として注目され、岐阜大会初戦の大垣工業高校戦では9回一死までノーヒットノーランの快投を演じるも、その後2安打を打たれて2失点完投勝利を収めた。しかし、ベスト8で中京高に2-7で敗れた。マメをつぶし13安打7失点を許した一方で、140km/h超のストレートとスライダーで10奪三振を記録した。
大会終了後に岐阜代表として甲子園に出場する県岐阜商業高の要請を受け、打撃投手として練習に参加した。
2012年10月25日、プロ野球ドラフト会議で広島東洋カープから育成選手ドラフト1位指名を受け、契約した。

### 広島時代

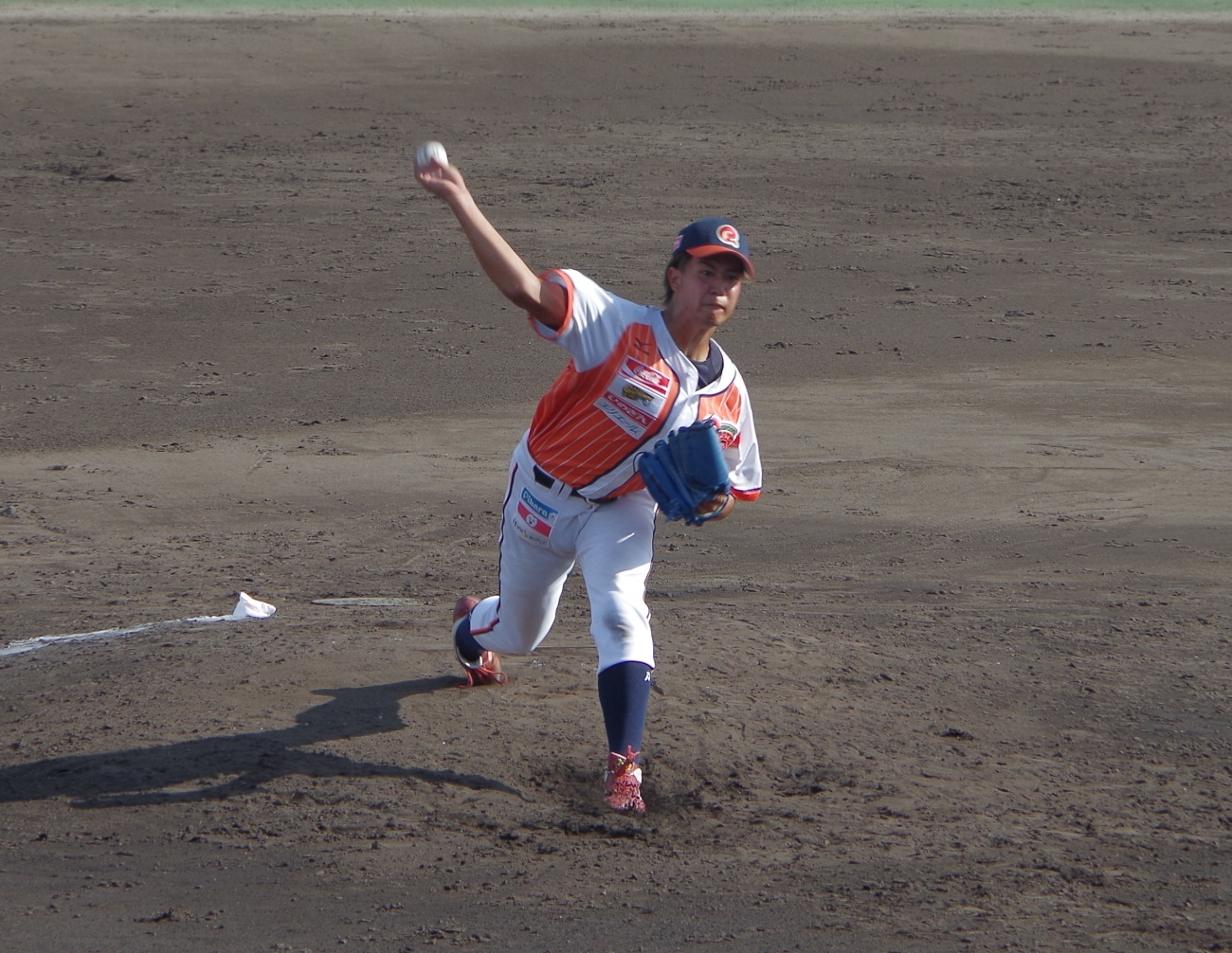
愛媛マンダリンパイレーツ派遣時代（2014年7月19日マドンナスタジアムにて）

2014年4月30日から四国アイランドリーグplus・愛媛マンダリンパイレーツへ派遣され、27試合に登板。2勝2敗、防御率4.06という成績だった。
2015年11月3日、2016年シーズンより支配下登録契約となることが明らかとなった。背番号は56。
2018年10月2日、2019年シーズンの契約を結ばないことが発表された。広島での6年間で一軍登板はなかった。戦力外後の11月13日にタマホームスタジアム筑後で行われた12球団合同トライアウトに参加し、松本龍憲（元ソフトバンク）に四球を与えたものの、園部聡（元オリックス）は中飛、辻東倫（元巨人）は投ゴロに打ち取り、最速は150km/hを記録した。12月2日に自由契約選手に公示された。

### 埼玉武蔵時代
2019年1月7日、ルートインBCリーグの埼玉武蔵ヒートベアーズへ入団。2019年の成績は26試合に登板して3勝1敗2セーブ、防御率3.96だった。11月12日に前年に続いて12球団合同トライアウトに参加し、3人と対戦して外野フライ1・内野ゴロ2の内容だった。
2020年は合同トライアウトへの参加資格を失ったことから、埼玉から直接のNPB復帰が叶わなければ引退すると覚悟を決めていたが、新型コロナウイルスの影響でリーグ開幕が遅れる。開幕後は順調にマウンドをこなすも、8月8日の対神奈川フューチャードリームス戦で肩に違和感を覚えて降板し、大円筋断裂で全治2か月と診断される。10月6日に試合に復帰し、シーズン終了後の10月20日には西武二軍との練習試合で1イニングを三者凡退に抑える。辻は改めて2021年を最後の挑戦と決めたと報じられた。
その2021年は6月にリーグの地区月間MVPに選ばれ、シーズンでは40試合に登板して規定投球回数は満たさなかったものの防御率0.92という成績を残した。
2022年は右肘を故障し、6月30日にトミー・ジョン手術を受けた。このため、同年の試合登板はなかった。後述する2024年の現役引退時のコメントに「兼任コーチとして3年」とあり、この年からコーチ兼任だったことになる。
2023年は2年ぶりに5試合に登板して1勝0敗1セーブの結果だった。
2024年は、10試合（9.2回）に登板して1勝0敗だったが、自責点を記録せず、防御率は0.00だった。シーズン終了後の11月11日に、現役引退とコーチ退任（退団）が発表された。

### 現役引退後
現役引退後は広島に戻り、2025年より総合不動産会社・良和ハウスに就職している。

## 選手としての特徴
長身からしなやかな腕の振りで投げ下ろす最速154km/hのストレートとキレのあるスライダー、140km/hを越すSFFが武器。コントロールに課題を残す。

## 詳細情報

### NPB年度別投手成績
- 一軍公式戦出場なし

### 独立リーグでの投手成績
| 年 度    | 球 団     | 登 板 | 勝 利 | 敗 戦 | セ 丨 ブ | 完 投 | 勝 率 | 投 球 回 | 打 者 | 被 安 打 | 被 本 塁 打 | 奪 三 振 | 与 四 球 | 与 死 球 | 失 点 | 自 責 点 | 暴 投 | ボ 丨 ク | 防 御 率 | W H I P |
| -------- | --------- | ----- | ----- | ----- | -------- | ----- | ----- | -------- | ----- | -------- | ----------- | -------- | -------- | -------- | ----- | -------- | ----- | -------- | -------- | ------- |
| 2014     | 愛媛      | 27    | 2     | 2     | 0        | 0     | .500  | 57.2     | 257   | 59       | 3           | 31       | 24       | 9        | 32    | 26       | 1     | 0        | 4.06     | 1.44    |
| 2019     | 武蔵 埼玉 | 26    | 3     | 1     | 2        | 0     | .750  | 38.2     | 165   | 32       | 1           | 43       | 16       | 4        | 18    | 17       | 7     | 0        | 3.96     | 1.45    |
| 2020     | 武蔵 埼玉 | 14    | 1     | 0     | 0        | 0     | 1.00  | 16.1     | 68    | 16       | 2           | 20       | 3        | 0        | 9     | 9        | 3     | 0        | 4.96     | 1.16    |
| 2021     | 武蔵 埼玉 | 40    | 3     | 0     | 0        | 0     | 1.00  | 39.1     | 153   | 29       | 1           | 35       | 7        | 1        | 8     | 4        | 4     | 0        | 0.92     | 0.92    |
| 2023     | 武蔵 埼玉 | 5     | 1     | 0     | 1        | 0     | 1.00  | 5.0      | 21    | 4        | 0           | 2        | 3        | 1        | 3     | 2        | 1     | 1        | 3.60     | 1.40    |
| 2024     | 武蔵 埼玉 | 10    | 1     | 0     | 0        | 0     | 1.00  | 9.2      | 37    | 2        | 0           | 10       | 3        | 2        | 1     | 0        | 0     | 0        | 0.00     | 0.52    |
| IL：1年  | IL：1年   | 27    | 2     | 2     | 0        | 0     | .500  | 57.2     | 257   | 59       | 3           | 31       | 24       | 9        | 32    | 26       | 1     | 0        | 4.06     | 1.44    |
| BCL：5年 | BCL：5年  | 95    | 9     | 1     | 3        | 0     | .900  | 109.0    | 444   | 83       | 4           | 110      | 32       | 8        | 39    | 32       | 11    | 1        | 2.64     | 1.06    |

- 2024年終了時

埼玉武蔵の略称は2019年は「武蔵」、2020年より「埼玉」。

### 背番号
- 124（2013年 - 2015年）
- 56（2016年 - 2018年）
- 15（2014年） ※愛媛マンダリンパイレーツでの背番号
- 16（2019年 - 2024年）